# C-4 (爆薬)

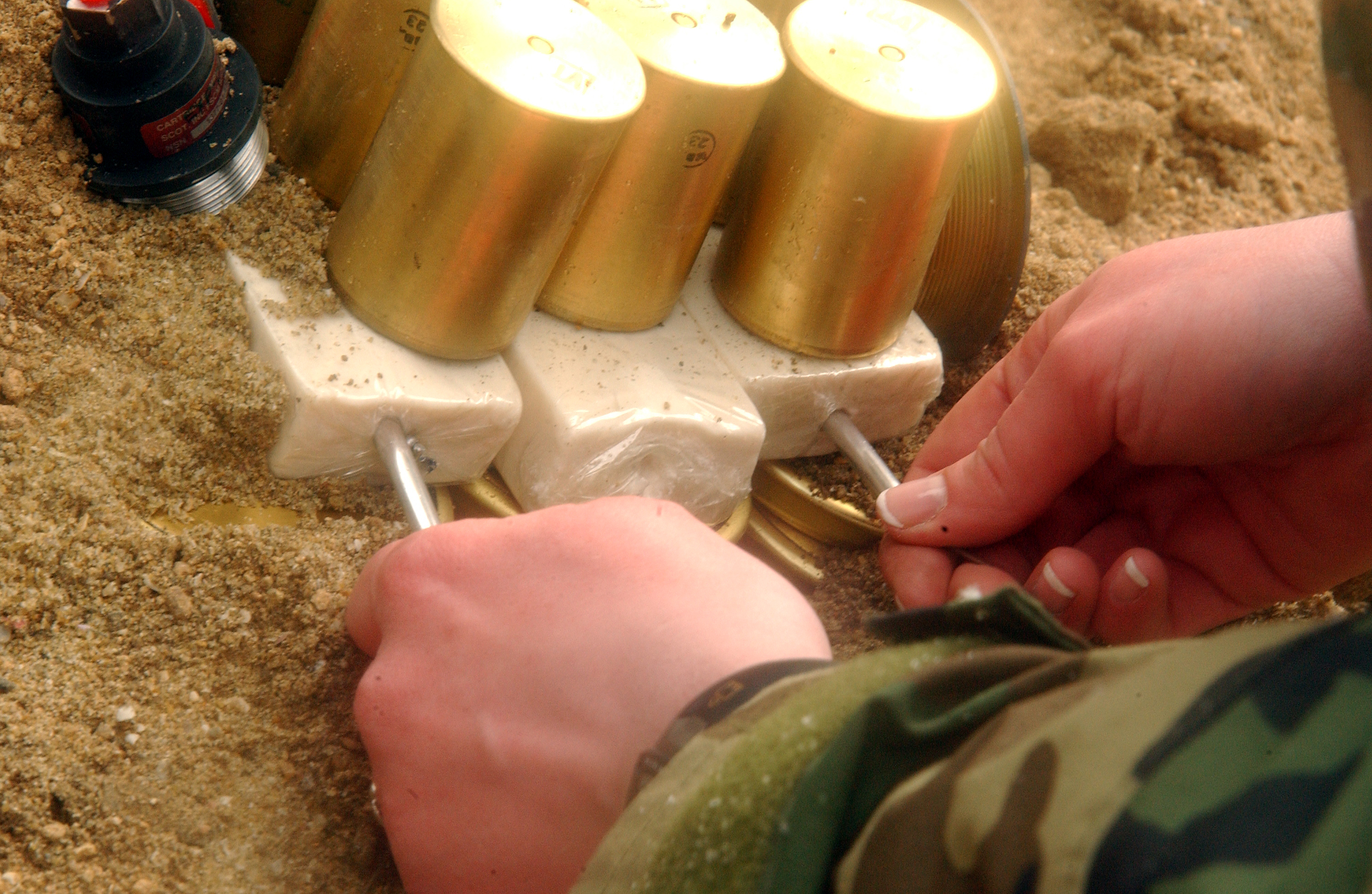
起爆装置を挿し込まれるC-4

C-4またはコンポジション C-4（Composition C-4）は、アメリカ軍をはじめ世界的に使用されている軍用プラスチック爆薬の一種。

## 概要
TNT換算で約1.34倍の威力があり、3.5kgあれば幅200mmの鉄製H鋼を爆発の一撃で切断が可能。粘土状であるため、固形爆弾では難しい隙間にも詰め込められる。さらに、耐久性・信頼性・化学的安全性が高い。衝撃による暴発はまず無く、火に投げ込んでも単に燃えるだけであり、確実に起爆させるには起爆装置や雷管を要する。
イギリス軍ではプラスチック爆薬はPE4と呼ばれる。C-4とPE4はともにオフホワイトの固体で、その爆発性特徴や組成もほぼ同一だが、使われる可塑剤のタイプと割合が異なる。
少量では燃焼するため、ベトナム戦争時には固形燃料の代わりとしても用いられた。ただし、主成分のRDXなどは毒性がある。爆発した際にはオレンジ色の閃光が発生する。陸上自衛隊でも使用され、施設科では新隊員後期教育訓練期間中に行われる爆破訓練でC-4も使用する。
なお、噛むと甘い味がするといわれているが、前述のとおり主成分のRDXなどには毒性がある。

## 性質
- 密度：1.59g/cm3
- 爆速：8.04km/s
- 外観：オフホワイト色の粘土状の固体

## 組成
- RDX（トリメチレントリニトロアミン）：91%
- 爆発物マーカー（ジメチルジニトロブタン）：0.1%
- 可塑剤（セバシン酸ジオクチルなど）：5.3%
- 結合剤（ポリイソブチレン）：2.1%
- 界面活性剤：1.5%

もしくは
- RDX：45.5g
- ポリイソブチレン：10.5g
- モーターオイル：0.8g
- セバシン酸ジオクチル：2.65g
- ガソリン：25ml